# Juan Briz Martínez
Juan Bautista Briz Martínez (Zaragoza, 1565 - San Juan de la Peña, 14 de febrero de 1632) fue un religioso e historiador español.

## Vida
Era familia del arzobispo Hernando de Aragón. Fue párroco de Velilla de Ebro y posteriormente racionero en la metropolitana de San Salvador de Zaragoza desde 1589 hasta por lo menos 1604.
Estudió en la universidad de Zaragoza, doctorándose en Teología el 15 de mayo de 1593. Llegó a ser vicerrector a partir del 11 de noviembre de 1600 y rector a partir de 1602.
Fue elegido racionero de la Seo de Zaragoza y poco después abad del monasterio de nuestra Señora de Alaón en 1611 y tomó posesión de cargo de abad de San Juan de la Peña, en los montes Pirineos, el 30 de octubre de 1614. En San Juan de la Peña mandó construir la torre de las campanas y las capillas de la Inmaculada y de los santos Voto y Félix.
Dedicó gran parte de su tiempo a la redacción de su obra Historia de la fundacion y antigüedades de S. Juan de la Peña y de los reyes, de Sobrarbe, Aragon y Navarra pero debido a su intención de conseguir más primacías y al prestigio que en aquel entonces tenía Jerónimo Blancas, hizo que proclamara la existencia del Reino de Sobrarbe y sus supuestos fueros.
Durante su estancia en San Juan de la Peña también realizó otras funciones, como visitador de los benedictinos claustrales de la provincia cesaraugustana entre 1617 y 1620.
Fue sepultado en el monasterio antiguo tras su muerte en el 1632.

## Obra

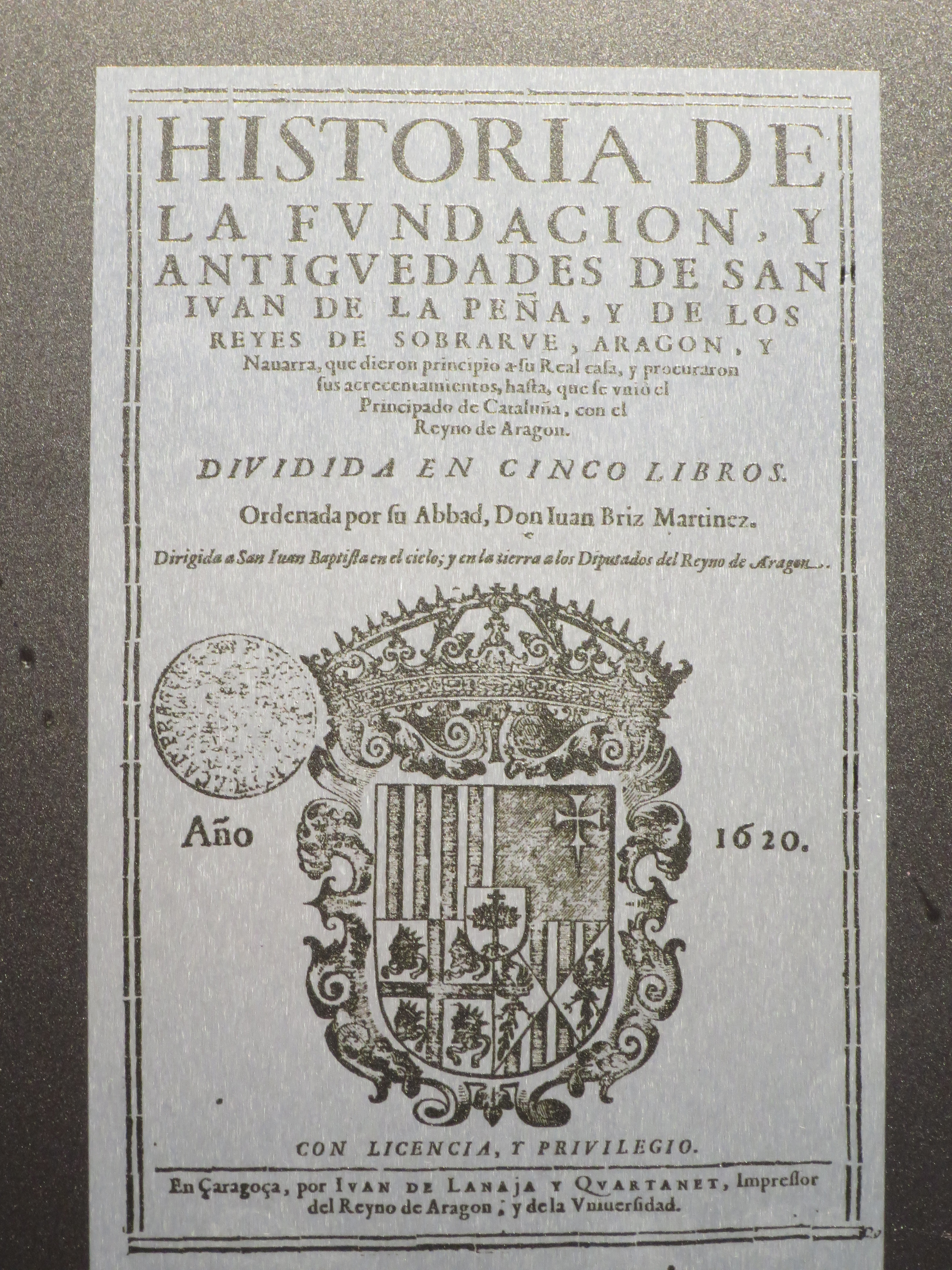
Historia de la fundación y antigüedades desde S. Juan de la Peña y de los reyes, de Sobrarbe, Aragón y Navarra

Juan Briz Martínez fue una personalidad de cierta relevancia cultural en la época, interviniendo en los debates intelectuales de la época. Su obra histórica estuvo muy influida por otros historiadores de la época, como Garibay, Zurita y Jerónimo Blancas.
- Historia de la fundacion y antigüedades de S. Juan de la Peña y de los reyes, de Sobrarbe, Aragon y Navarra, impresa en Zaragoza en 1620 en folio. Aquí mantiene que el Reino de Aragón era más antiguo que el de Navarra, esta tesis fue refutada en Historia apologética y descripción del Reino de Navarra, publicada en Pamplona en 1628, dando lugar a una encendida polémica.

Además, escribió y publicó:
- Las exequias funerales del rey Felipe primero de Aragon, 1599
- Apologia en defensa
- Esplicacion de la bula de los difuntos de D. Martin Carrillo, y Carta que escribió al doctor Bartolomé Leonardo de Argensola de algunos desengaños para una nueva Historia del reino de Navarra, impresa en Pamplona, año de 1628. Esta es la que dio á luz pública Garsias de Gongora y Torreblanca.

## Biografía
- Diccionario histórico, ó Biografía universal compendiada, Tomo Tercero, Barcelona 1831, Librería de los Editores Antonio y Francisco Oliva